# Світ, плоть і диявол
«Світ, плоть і диявол» (англ. The World, the Flesh and the Devil) — американський постапокаліптичний фільм 1959 р. автора сценарію та режисера Ренальда Макдугалла. Головні ролі зіграли Гаррі Белафонте, який був тоді на піку своєї кар'єри в кінематографі, Інгер Стівенс і Мел Феррер. Сюжет заснований на двох джерелах: романі «Пурпурова хмара» Метью Шиля та оповіданні «Кінець світу» Фердинанда Райхера.

## Сюжет
Невелике шахтарське містечко в центрі Пенсільванії. Одного разу у вугільній шахті потрапляє в завал чорношкірий робітник, Ральф Бертон. Спершу він чує голоси людей, які намагаються його врятувати, але потім все стихає. Через кілька днів він сам знаходить шлях нагору, але за ці дні світ спорожнів. Незабаром зі знайдених газет він дізнається, що сталося: загадкова радіоактивна хмара огорнула Землю і згубила на ній все живе.
Ральф вирушає в Нью-Йорк, сподіваючись, що хоча б у величезному мегаполісі він знайде ще кого-небудь живого, але і там також безлюдно. Коли він зовсім зневіряється у своїх пошуках, йому зустрічається вціліла людина: симпатична біла дівчина Сара Кренделл. Вони швидко переймаються взаємною симпатією, але Ральф сторониться Сари: аж надто міцно в ньому сидить щеплений американським суспільством стереотип взаємовідносин чорних і білих.
Ральф регулярно виходить в радіоефір, намагаючись з'ясувати, чи є ще вцілілі, й одного разу отримує сигнал з Європи. Невдовзі з'являється третій рятуванець: знесилений, ледь живий, білий Бенсон Такер, що приплив на човні в бухту Нью-Йорка. Ральф з Сарою ставлять його на ноги.
Ледь оговтавшись, Бенсон починає сприймати Ральфа як суперника за володіння Сарою, до того ж він презирливо ставиться до чорношкірих. Ральф всіляко уникає конфлікту і намагається менше контактувати з Сарою, але в підсумку все переростає в збройне зіткнення двох чоловіків на пустельних вулицях Нью-Йорка. Випадково прочитавши цитату з Біблії на одному з монументів, Ральф вирішує вийти до суперника без зброї. Той у відповідь просто не може вбити беззбройного.
Сара змушує чоловіків примиритися, і вони утрьох йдуть далі, відроджувати людство.
Фільм закінчується титром «Початок» (англ. The Beginning).

## Ролі
- Гаррі Белафонте — Ральф Бертон
- Інгер Стівенс — Сара Кренделл
- Мел Феррер — Бенсон Такер

## Виробництво
Гаррі Белафонте було виплачено $350 000 проти 50 % від чистого прибутку.

## Касові збори
Згідно з MGM фільм заробив $585 000 в США та Канаді і $500 000 по світу. Фільм не окупив себе.

## Цікаві факти
- Щоб зняти пустельний Нью-Йорк, зйомки починалися з першими променями сонця, і все одно більше однієї години робота не тривала — на вулиці з'являлися люди.
- Ральф починає свою мандрівку в Нью-Йорк з Пенсільванії, від вигаданого міста Чатсбург. Цікаво, що неподалік від точки його старту є реальне місто Беллефонт (Ральфа грає актор на прізвище Белафонте).